# Championnats du monde de patinage artistique 2007
Navigation
Mondiaux 2006 Mondiaux 2008
Les championnats du monde de patinage artistique 2007 ont lieu du 20 au 25 mars 2007 au Metropolitan Gymnasium de Tokyo au Japon.
C'est la cinquième fois que le Japon organise les championnats du monde de patinage artistique après les éditions de 1977, 1985, 1994 et 2002.

## Qualifications
Les patineurs sont éligibles à l'épreuve s'ils représentent une nation membre de l'Union internationale de patinage (International Skating Union en anglais) et s'ils ont atteint l'âge de 15 ans avant le 1er juillet 2006. Les fédérations nationales sélectionnent leurs patineurs en fonction de leurs propres critères, mais l'Union internationale de patinage exige un score minimum d'éléments techniques (Technical Elements Score en anglais) lors d'une compétition internationale avant les championnats du monde.
Sur la base des résultats des championnats du monde 2006, l'Union internationale de patinage autorise chaque pays à avoir de une à trois inscriptions par discipline.
| Entrées                                                    | Messieurs                 | Dames                                | Couples                              | Danse sur glace                               |
| ---------------------------------------------------------- | ------------------------- | ------------------------------------ | ------------------------------------ | --------------------------------------------- |
| 3                                                          | Canada France États-Unis  | Japon États-Unis                     | Canada Chine Russie                  | Canada États-Unis                             |
| 2                                                          | Chine Japon Russie Suisse | Canada Finlande Italie Russie Suisse | Allemagne Pologne Ukraine États-Unis | Bulgarie France Israël Italie Lituanie Russie |
| Les pays non listés dans ce tableau ont droit à une entrée |                           |                                      |                                      |                                               |

Les rondes de qualification ayant été abolies après les championnats du monde 2006, seuls les 24 premiers des patineurs individuels et les 20 premiers couples artistiques du programme court peuvent avancer au programme libre. En danse sur glace, les 30 premiers couples de la danse imposée avancent à la danse originale et les 24 premiers couples de la danse originale avancent à la danse libre.

## Podiums
| Épreuves                            | Or                              | Argent                                 | Bronze                            |
| ----------------------------------- | ------------------------------- | -------------------------------------- | --------------------------------- |
| Messieurs résultats détaillés       | Brian Joubert                   | Daisuke Takahashi                      | Stéphane Lambiel                  |
| Dames résultats détaillés           | Miki Andō                       | Mao Asada                              | Kim Yuna                          |
| Couples résultats détaillés         | Shen Xue / Zhao Hongbo          | Pang Qing / Tong Jian                  | Aljona Savchenko / Robin Szolkowy |
| Danse sur glace résultats détaillés | Albena Denkova / Maxim Staviski | Marie-France Dubreuil / Patrice Lauzon | Tanith Belbin / Benjamin Agosto   |

## Tableau des médailles
| Rang  | Nation       | Or | Argent | Bronze | Total |
| ----- | ------------ | -- | ------ | ------ | ----- |
| 1     | Japon        | 1  | 2      | 0      | 3     |
| 2     | Chine        | 1  | 1      | 0      | 2     |
| 3     | Bulgarie     | 1  | 0      | 0      | 1     |
| 3     | France       | 1  | 0      | 0      | 1     |
| 5     | Canada       | 0  | 1      | 0      | 1     |
| 6     | Allemagne    | 0  | 0      | 1      | 1     |
| 6     | Corée du Sud | 0  | 0      | 1      | 1     |
| 6     | États-Unis   | 0  | 0      | 1      | 1     |
| 6     | Suisse       | 0  | 0      | 1      | 1     |
| Total | Total        | 4  | 4      | 4      | 12    |

## Détails des compétitions

### Messieurs
| Rang                                        | Nom                  | Pays             | Points | Programme court | Programme court | Programme libre | Programme libre |
| ------------------------------------------- | -------------------- | ---------------- | ------ | --------------- | --------------- | --------------- | --------------- |
| 1                                           | Brian Joubert        | France           | 240.85 | 1               | 83.64           | 3               | 157.21          |
| 2                                           | Daisuke Takahashi    | Japon            | 237.95 | 3               | 74.51           | 1               | 163.44          |
| 3                                           | Stéphane Lambiel     | Suisse           | 233.35 | 6               | 72.70           | 2               | 160.65          |
| 4                                           | Tomáš Verner         | Tchéquie         | 226.25 | 9               | 70.45           | 4               | 155.80          |
| 5                                           | Evan Lysacek         | États-Unis       | 222.18 | 5               | 73.49           | 5               | 148.69          |
| 6                                           | Jeffrey Buttle       | Canada           | 214.96 | 2               | 79.90           | 8               | 135.06          |
| 7                                           | Nobunari Oda         | Japon            | 209.94 | 14              | 67.17           | 6               | 142.77          |
| 8                                           | Johnny Weir          | États-Unis       | 206.97 | 4               | 74.26           | 10              | 132.71          |
| 9                                           | Kristoffer Berntsson | Suède            | 206.29 | 15              | 66.09           | 7               | 140.20          |
| 10                                          | Sergei Davydov       | Biélorussie      | 203.05 | 8               | 70.72           | 12              | 132.33          |
| 11                                          | Alban Préaubert      | France           | 202.60 | 10              | 70.06           | 11              | 132.54          |
| 12                                          | Stefan Lindemann     | Allemagne        | 198.78 | 16              | 65.40           | 9               | 133.38          |
| 13                                          | Christopher Mabee    | Canada           | 195.38 | 7               | 71.33           | 14              | 124.05          |
| 14                                          | Yannick Ponsero      | France           | 192.63 | 12              | 68.76           | 15              | 123.87          |
| 15                                          | Ryan Bradley         | États-Unis       | 188.90 | 19              | 62.88           | 13              | 126.02          |
| 16                                          | Emanuel Sandhu       | Canada           | 188.59 | 11              | 69.42           | 16              | 119.17          |
| 17                                          | Karel Zelenka        | Italie           | 180.10 | 17              | 63.81           | 17              | 116.29          |
| 18                                          | Jamal Othman         | Suisse           | 178.39 | 18              | 63.71           | 20              | 114.68          |
| 19                                          | Sergey Voronov       | Russie           | 176.57 | 22              | 60.50           | 19              | 116.07          |
| 20                                          | Andrei Lutai         | Russie           | 175.46 | 24              | 59.37           | 18              | 116.09          |
| 21                                          | Igor Macypura        | Slovaquie        | 174.94 | 21              | 61.25           | 22              | 113.69          |
| 22                                          | Gregor Urbas         | Slovénie         | 174.39 | 23              | 59.93           | 21              | 114.46          |
| 23                                          | Wu Jialiang          | Chine            | 170.10 | 13              | 67.70           | 24              | 102.40          |
| 24                                          | Anton Kovalevski     | Ukraine          | 169.27 | 20              | 61.61           | 23              | 107.66          |
| Patineurs éliminés après le programme court |                      |                  |        |                 |                 |                 |                 |
| 25                                          | Ari-Pekka Nurmenkari | Finlande         |        | 25              | 55.79           | NC              | NC              |
| 26                                          | Xu Ming              | Chine            |        | 26.             | 54.80           | NC              | NC              |
| 27                                          | Alper Uçar           | Turquie          |        | 27              | 50.09           | NC              | NC              |
| 28                                          | Sean Carlow          | Australie        |        | 28              | 49.73           | NC              | NC              |
| 29                                          | Christian Rauchbauer | Autriche         |        | 29              | 49.19           | NC              | NC              |
| 30                                          | Trifun Živanović     | Serbie           |        | 30              | 48.45           | NC              | NC              |
| 31                                          | Naiden Borichev      | Bulgarie         |        | 31              | 46.69           | NC              | NC              |
| 32                                          | Sergei Kotov         | Israël           |        | 32              | 43.99           | NC              | NC              |
| 33                                          | Przemysław Domański  | Pologne          |        | 33              | 42.51           | NC              | NC              |
| 34                                          | Lee Dong-whun        | Corée du Sud     |        | 34              | 42.00           | NC              | NC              |
| 35                                          | Javier Fernández     | Espagne          |        | 35              | 41.57           | NC              | NC              |
| 36                                          | Luis Hernández       | Mexique          |        | 36              | 40.33           | NC              | NC              |
| 37                                          | Justin Pietersen     | Afrique du Sud   |        | 37              | 39.73           | NC              | NC              |
| 38                                          | Boris Martinec       | Croatie          |        | 38              | 37.09           | NC              | NC              |
| 39                                          | Zeus Issariotis      | Grèce            |        | 39              | 37.03           | NC              | NC              |
| 40                                          | Edward Ka-Yin Chow   | Hong Kong        |        | 40              | 34.63           | NC              | NC              |
| 41                                          | Zoltán Kelemen       | Roumanie         |        | 41              | 33.71           | NC              | NC              |
| 42                                          | Joel Watson          | Nouvelle-Zélande |        | 42              | 30.09           | NC              | NC              |

### Dames
| Rang                                          | Nom                      | Pays           | Points | Programme court | Programme court | Programme libre | Programme libre |
| --------------------------------------------- | ------------------------ | -------------- | ------ | --------------- | --------------- | --------------- | --------------- |
| 1                                             | Miki Ando                | Japon          | 195.09 | 2               | 67.98           | 2               | 127.11          |
| 2                                             | Mao Asada                | Japon          | 194.45 | 5               | 61.32           | 1               | 133.13          |
| 3                                             | Kim Yuna                 | Corée du Sud   | 186.14 | 1               | 71.95           | 4               | 114.19          |
| 4                                             | Kimmie Meissner          | États-Unis     | 180.23 | 4               | 64.67           | 3               | 115.56          |
| 5                                             | Yukari Nakano            | Japon          | 168.92 | 7               | 60.62           | 6               | 108.30          |
| 6                                             | Carolina Kostner         | Italie         | 168.92 | 3               | 67.15           | 9               | 101.77          |
| 7                                             | Sarah Meier              | Suisse         | 160.80 | 9               | 58.52           | 8               | 102.28          |
| 8                                             | Susanna Pöykiö           | Finlande       | 160.12 | 10              | 57.16           | 7               | 102.96          |
| 9                                             | Emily Hughes             | États-Unis     | 159.06 | 6               | 60.88           | 13              | 98.18           |
| 10                                            | Joannie Rochette         | Canada         | 158.98 | 16              | 49.85           | 5               | 109.13          |
| 11                                            | Valentina Marchei        | Italie         | 153.60 | 14              | 51.88           | 10              | 101.72          |
| 12                                            | Júlia Sebestyén          | Hongrie        | 153.50 | 8               | 59.98           | 15              | 93.52           |
| 13                                            | Ielena Sokolova          | Russie         | 149.77 | 11              | 55.83           | 14              | 93.94           |
| 14                                            | Kiira Korpi              | Finlande       | 149.47 | 17              | 49.63           | 11              | 99.84           |
| 15                                            | Alissa Czisny            | États-Unis     | 147.74 | 18              | 49.43           | 12              | 98.31           |
| 16                                            | Arina Martinova          | Russie         | 145.28 | 12              | 54.69           | 16              | 90.59           |
| 17                                            | Elene Gedevanishvili     | Géorgie        | 144.40 | 13              | 53.97           | 17              | 90.43           |
| 18                                            | Jelena Glebova           | Estonie        | 131.18 | 22              | 46.10           | 18              | 85.08           |
| 19                                            | Anastasia Gimazetdinova  | Ouzbékistan    | 130.44 | 15              | 49.99           | 20              | 80.45           |
| 20                                            | Joanne Carter            | Australie      | 127.17 | 19              | 48.46           | 21              | 78.71           |
| 21                                            | Idora Hegel              | Croatie        | 125.66 | 24              | 44.91           | 19              | 80.75           |
| 22                                            | Liu Yan                  | Chine          | 123.22 | 21              | 46.59           | 23              | 76.63           |
| 23                                            | Tamar Katz               | Israël         | 122.51 | 23              | 45.66           | 22              | 76.85           |
| 24                                            | Mira Leung               | Canada         | 120.74 | 20              | 47.05           | 24              | 73.69           |
| Patineuses éliminées après le programme court |                          |                |        |                 |                 |                 |                 |
| 25                                            | Kathrin Freudelsperger   | Autriche       |        | 25              | 42.24           | NC              | NC              |
| 26                                            | Lina Johansson           | Suède          |        | 26              | 41.87           | NC              | NC              |
| 27                                            | Tuğba Karademir          | Turquie        |        | 27              | 41.79           | NC              | NC              |
| 28                                            | Irina Movchan            | Ukraine        |        | 28              | 40.76           | NC              | NC              |
| 29                                            | Kristin Wieczorek        | Allemagne      |        | 29              | 40.35           | NC              | NC              |
| 30                                            | Roxana Luca              | Roumanie       |        | 30              | 39.65           | NC              | NC              |
| 31                                            | Anna Jurkiewicz          | Pologne        |        | 31              | 36.39           | NC              | NC              |
| 32                                            | Hristina Vassileva       | Bulgarie       |        | 32              | 36.22           | NC              | NC              |
| 33                                            | Radka Bártová            | Slovaquie      |        | 33              | 36.17           | NC              | NC              |
| 34                                            | Isabelle Pieman          | Belgique       |        | 34              | 35.12           | NC              | NC              |
| 35                                            | Ivana Hudziecová         | Tchéquie       |        | 35              | 33.86           | NC              | NC              |
| 36                                            | Teodora Poštič           | Slovénie       |        | 36              | 33.77           | NC              | NC              |
| 37                                            | Mérovée Ephrem           | Monaco         |        | 37              | 33.01           | NC              | NC              |
| 38                                            | Maria-Elena Papasotiriou | Grèce          |        | 38              | 32.90           | NC              | NC              |
| 39                                            | Julia Teplih             | Lettonie       |        | 39              | 31.19           | NC              | NC              |
| 40                                            | Charissa Tansomboon      | Thaïlande      |        | 40              | 30.46           | NC              | NC              |
| 41                                            | Jocelyn Ho               | Taipei chinois |        | 41              | 30.41           | NC              | NC              |
| 42                                            | Ana Cecilia Cantu        | Mexique        |        | 42              | 30.28           | NC              | NC              |
| 43                                            | Ksenia Jastsenjski       | Serbie         |        | 43              | 27.56           | NC              | NC              |
| 44                                            | Ami Parekh               | Inde           |        | 44              | 26.82           | NC              | NC              |
| 45                                            | Kristine Y. Lee          | Hong Kong      |        | 45              | 23.57           | NC              | NC              |

### Couples
| Rang                                      | Nom                                    | Pays        | Points | Programme court | Programme court | Programme libre | Programme libre |
| ----------------------------------------- | -------------------------------------- | ----------- | ------ | --------------- | --------------- | --------------- | --------------- |
| 1                                         | Shen Xue / Zhao Hongbo                 | Chine       | 203.50 | 1               | 71.07           | 1               | 132.43          |
| 2                                         | Pang Qing / Tong Jian                  | Chine       | 188.46 | 3               | 66.75           | 2               | 121.71          |
| 3                                         | Aljona Savchenko / Robin Szolkowy      | Allemagne   | 187.39 | 2               | 67.65           | 3               | 119.74          |
| 4                                         | Tatiana Volosozhar / Stanislav Morozov | Ukraine     | 173.62 | 8               | 57.62           | 5               | 116.00          |
| 5                                         | Zhang Dan / Zhang Hao                  | Chine       | 173.39 | 10              | 57.00           | 4               | 116.39          |
| 6                                         | Valérie Marcoux / Craig Buntin         | Canada      | 167.25 | 5               | 60.73           | 6               | 106.52          |
| 7                                         | Jessica Dubé / Bryce Davison           | Canada      | 164.59 | 7               | 58.94           | 7               | 105.65          |
| 8                                         | Rena Inoue / John Baldwin              | États-Unis  | 163.97 | 6               | 59.50           | 8               | 104.47          |
| 9                                         | Yuko Kavaguti / Alexandre Smirnov      | Russie      | 163.62 | 4               | 62.07           | 10              | 101.55          |
| 10                                        | Anabelle Langlois / Cody Hay           | Canada      | 160.01 | 13              | 55.96           | 9               | 104.05          |
| 11                                        | Maria Mukhortova / Maksim Trankov      | Russie      | 150.43 | 12              | 56.14           | 11              | 94.29           |
| 12                                        | Brooke Castile / Benjamin Okolski      | États-Unis  | 139.00 | 14              | 54.51           | 13              | 84.49           |
| 13                                        | Dominika Piątkowska / Dmitri Khromin   | Pologne     | 138.98 | 15              | 50.18           | 12              | 88.80           |
| 14                                        | Marylin Pla / Yannick Bonheur          | France      | 131.31 | 16              | 48.60           | 16              | 82.71           |
| 15                                        | Angelika Pylkina / Niklas Hogner       | Suède       | 130.75 | 17              | 47.36           | 15              | 83.39           |
| 16                                        | Laura Magitteri / Ondřej Hotárek       | Italie      | 130.18 | 18              | 46.59           | 14              | 83.59           |
| 17                                        | Stacey Kemp / David King               | Royaume-Uni | 126.95 | 19              | 44.96           | 17              | 81.99           |
| 18                                        | Mari Vartmann / Florian Just           | Allemagne   | 116.81 | 20              | 43.20           | 18              | 73.61           |
| Abandon                                   | Dorota Zagórska / Mariusz Siudek       | Pologne     |        | 9               | 57.23           |                 |                 |
| Abandon                                   | Maria Petrova / Aleksey Tikhonov       | Russie      |        | 11              | 56.36           |                 |                 |
| Couples éliminés après le programme court |                                        |             |        |                 |                 |                 |                 |
| 21                                        | Marina Aganina / Artem Knyazev         | Ouzbékistan |        | 21              | 40.60           | NC              | NC              |
| 22                                        | Diana Rennik / Aleksei Saks            | Estonie     |        | 22              | 40.04           | NC              | NC              |

### Danse sur glace
| Rang                                               | Nom                                                | Nation      | Points | Danse imposée | Danse imposée | Danse originale | Danse originale | Danse libre | Danse libre |
| -------------------------------------------------- | -------------------------------------------------- | ----------- | ------ | ------------- | ------------- | --------------- | --------------- | ----------- | ----------- |
| 1                                                  | Albena Denkova / Maxim Staviski                    | Bulgarie    | 201.61 | 2             | 37.42         | 1               | 62.10           | 1           | 102.09      |
| 2                                                  | Marie-France Dubreuil / Patrice Lauzon             | Canada      | 200.46 | 1             | 38.96         | 3               | 60.54           | 2           | 100.96      |
| 3                                                  | Tanith Belbin / Benjamin Agosto                    | États-Unis  | 195.43 | 5             | 37.17         | 2               | 61.85           | 4           | 96.41       |
| 4                                                  | Isabelle Delobel / Olivier Schoenfelder            | France      | 195.19 | 4             | 37.20         | 5               | 58.82           | 3           | 99.17       |
| 5                                                  | Oksana Domnina / Maksim Chabaline                  | Russie      | 193.44 | 3             | 37.29         | 4               | 60.34           | 5           | 95.81       |
| 6                                                  | Tessa Virtue / Scott Moir                          | Canada      | 183.94 | 9             | 31.45         | 6               | 57.11           | 6           | 95.38       |
| 7                                                  | Meryl Davis / Charlie White                        | États-Unis  | 179.14 | 10            | 31.15         | 8               | 55.82           | 7           | 92.17       |
| 8                                                  | Jana Khokhlova / Sergey Novitski                   | Russie      | 178.29 | 6             | 33.32         | 7               | 55.88           | 8           | 89.09       |
| 9                                                  | Federica Faiella / Massimo Scali                   | Italie      | 170.15 | 7             | 33.29         | 9               | 53.32           | 11          | 84.14       |
| 10                                                 | Melissa Gregory / Denis Petukhov                   | États-Unis  | 170.08 | 11            | 30.83         | 10              | 53.15           | 9           | 86.10       |
| 11                                                 | Sinead Kerr / John Kerr                            | Royaume-Uni | 167.14 | 8             | 32.09         | 11              | 51.51           | 12          | 83.54       |
| 12                                                 | Nathalie Péchalat / Fabian Bourzat                 | France      | 162.05 | 14            | 28.59         | 13              | 49.10           | 10          | 84.36       |
| 13                                                 | Anna Cappellini / Luca Lanotte                     | Italie      | 158.83 | 12            | 28.91         | 16              | 47.60           | 13          | 82.32       |
| 14                                                 | Alexandra Zaretski / Roman Zaretski                | Israël      | 156.52 | 13            | 28.85         | 12              | 49.11           | 14          | 78.56       |
| 15                                                 | Nozomi Watanabe / Akiyuki Kido                     | Japon       | 152.21 | 15            | 28.46         | 17              | 47.27           | 15          | 76.48       |
| 16                                                 | Kristin Fraser / Igor Lukanin                      | Azerbaïdjan | 152.10 | 16            | 28.07         | 14              | 48.13           | 16          | 75.90       |
| 17                                                 | Anna Zadorozhniuk / Sergei Verbillo                | Ukraine     | 148.13 | 17            | 26.92         | 15              | 47.84           | 17          | 73.37       |
| 18                                                 | Nelli Zhiganshina / Alexander Gazsi                | Allemagne   | 142.87 | 20            | 25.56         | 18              | 45.39           | 19          | 71.92       |
| 19                                                 | Grethe Grünberg / Kristian Rand                    | Estonie     | 141.55 | 23            | 23.72         | 19              | 45.13           | 18          | 72.70       |
| 20                                                 | Kaitlyn Weaver / Andrew Poje                       | Canada      | 140.14 | 18            | 25.76         | 23              | 42.58           | 20          | 71.80       |
| 21                                                 | Huang Xintong / Zheng Xun                          | Chine       | 138.44 | 19            | 25.61         | 22              | 43.91           | 21          | 68.92       |
| 22                                                 | Anastasia Grebenkina / Vazgen Azroyan              | Arménie     | 137.07 | 21            | 25.04         | 21              | 44.86           | 23          | 67.17       |
| 23                                                 | Katherine Copely / Deividas Stagniūnas             | Lituanie    | 136.63 | 24            | 23.46         | 20              | 44.87           | 22          | 68.30       |
| 24                                                 | Olga Akimova / Alexander Shakalov                  | Ouzbékistan | 130.58 | 22            | 24.20         | 24              | 41.43           | 24          | 64.95       |
| Couples de danse éliminés après la danse originale |                                                    |             |        |               |               |                 |                 |             |             |
| 25                                                 | Barbora Silná / Dmitri Matsjuk                     | Autriche    | 64.35  | 25            | 23.12         | 25              | 41.23           | NC          | NC          |
| 26                                                 | Zsuzsanna Nagy / György Elek                       | Hongrie     | 55.38  | 26            | 22.19         | 28              | 33.19           | NC          | NC          |
| 27                                                 | Nicolette Amie House / Aidas Reklys                | Lituanie    | 53.26  | 28            | 19.25         | 26              | 34.01           | NC          | NC          |
| 28                                                 | Christa-Elizabeth Goulakos / Eric Neumann-Aubichon | Grèce       | 53.13  | 29            | 19.18         | 27              | 33.95           | NC          | NC          |
| 29                                                 | Laura Munana / Luke Munana                         | Mexique     | 52.35  | 27            | 20.30         | 29              | 32.05           | NC          | NC          |